# Kościół ewangelicki w Pogorzeli
Kościół ewangelicki w Pogorzeli – nieużywany ceglany kościół z roku 1861, który znajduje się na ulicy Krobskiej 5. Wraz z przyległą pastorówką jest zabytkiem.

## Galeria

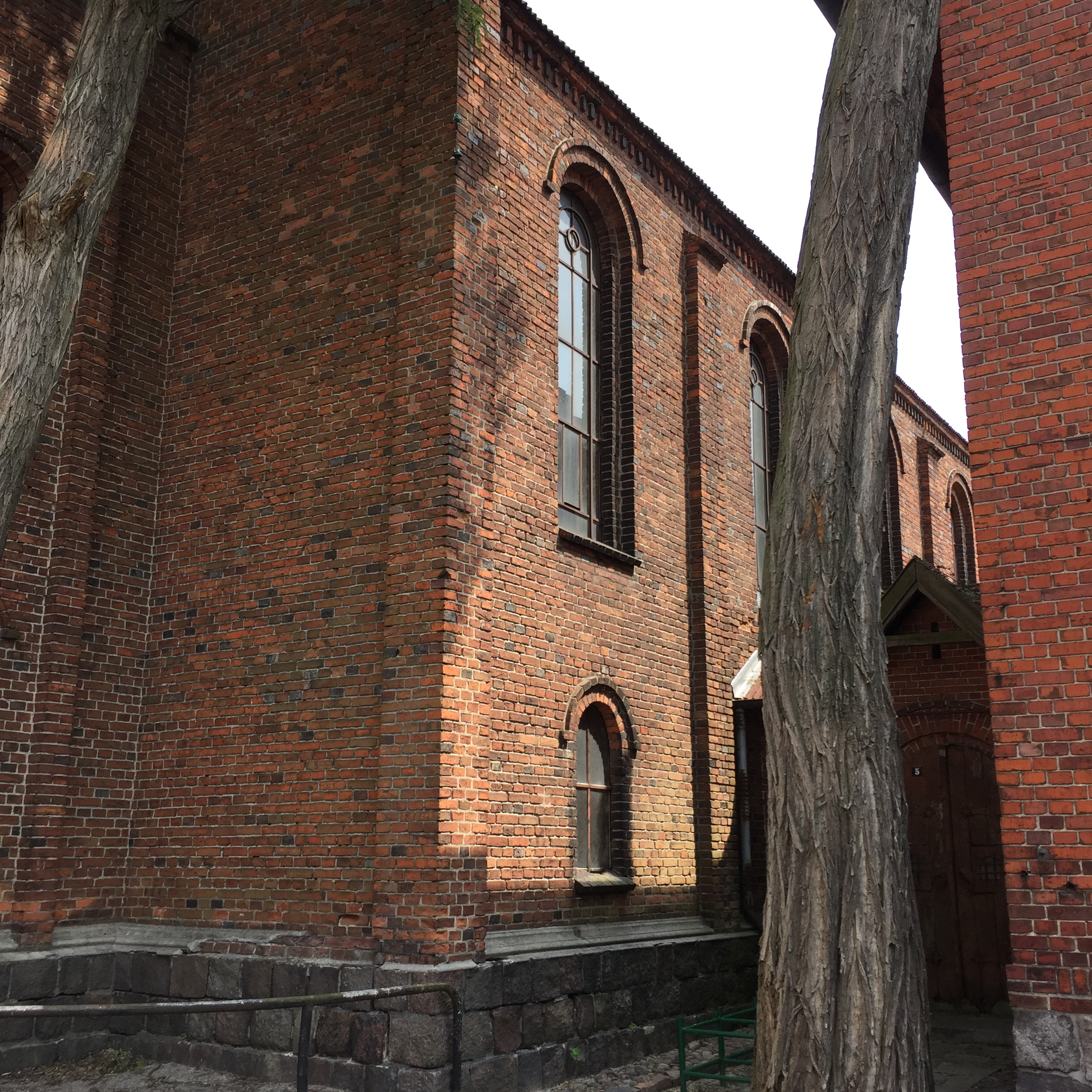
Część boczna kościoła ewangelickiego
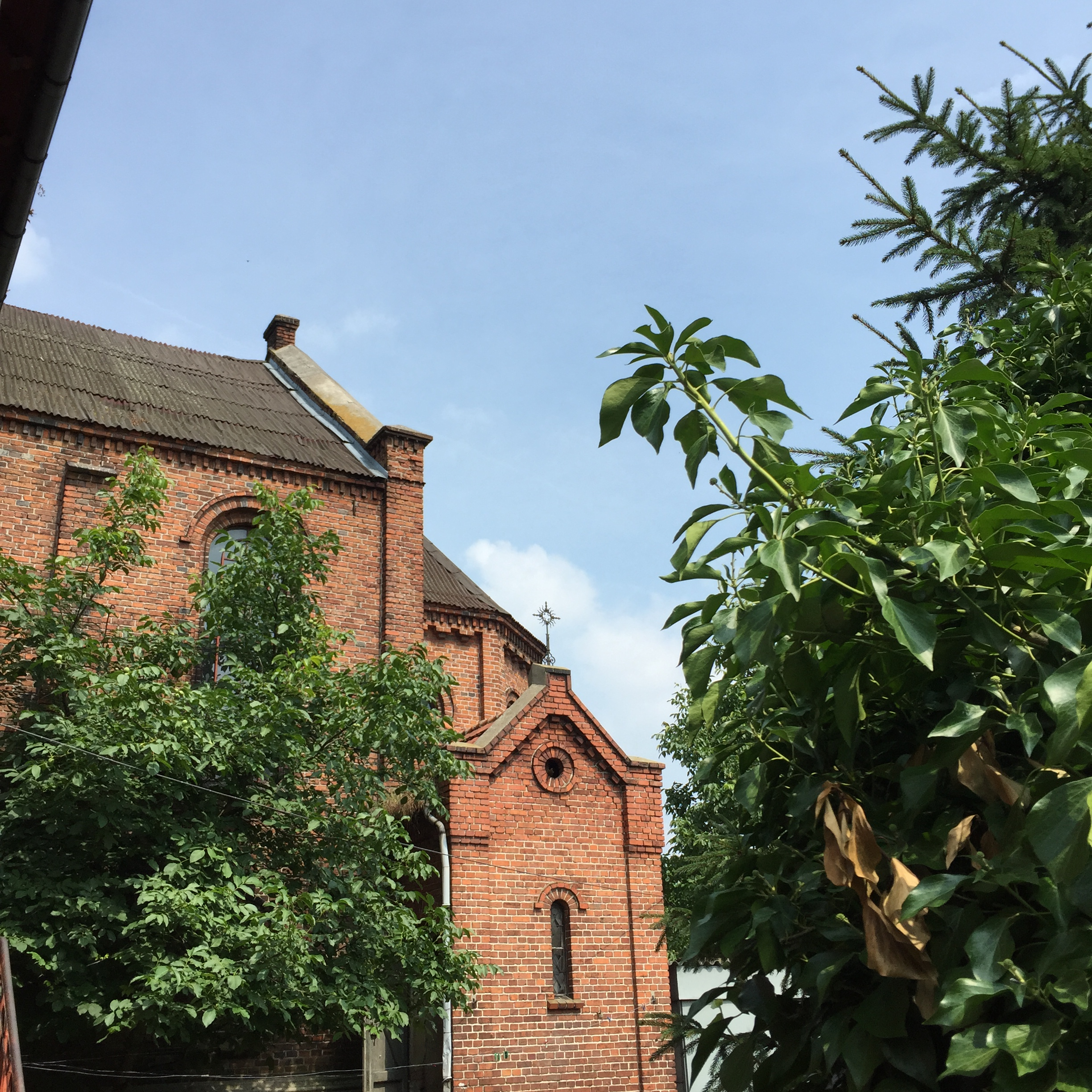
Część boczna kościoła ewangelickiego
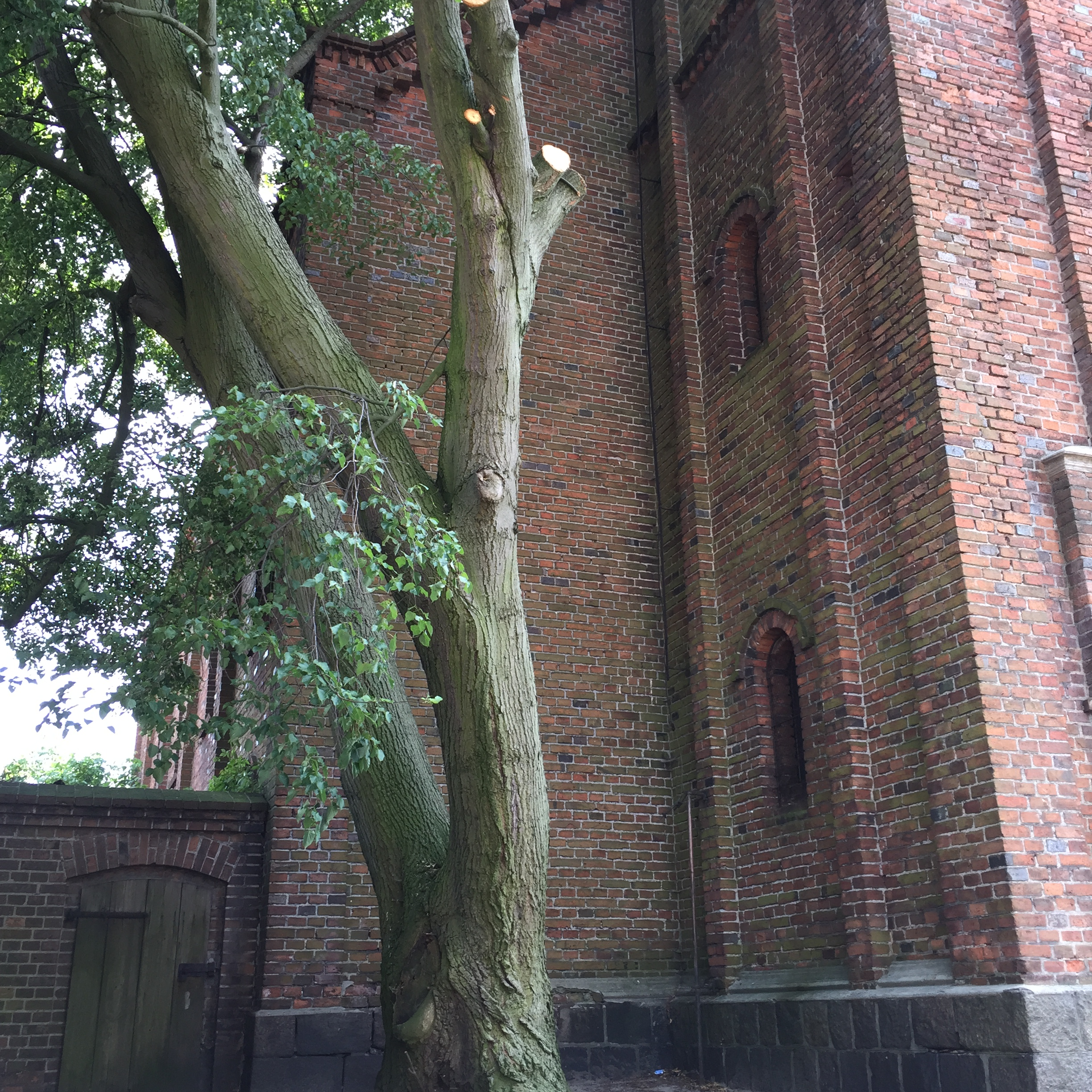
Część frontu kościoła ewangelickiego
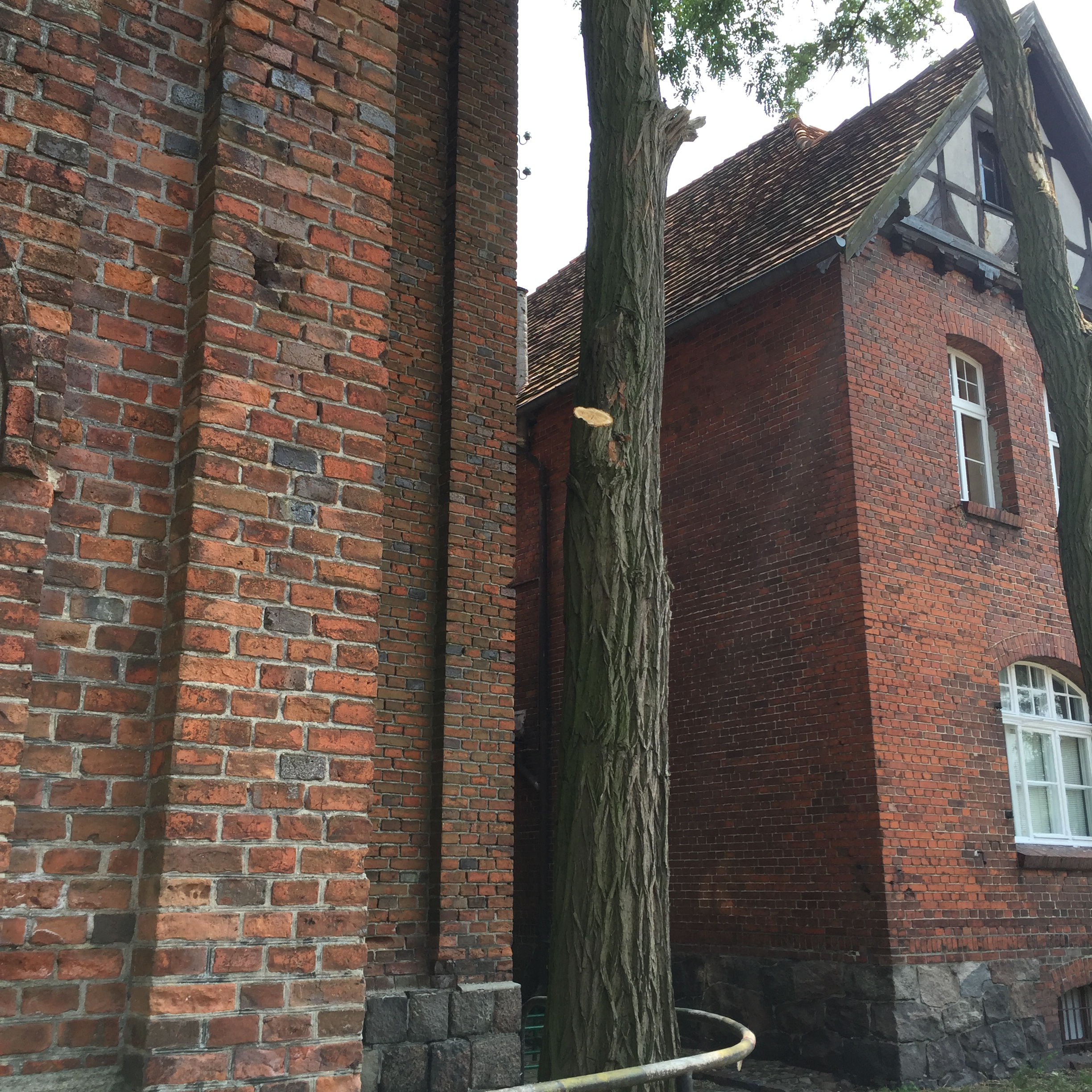
Fragment kościoła i pastorówki